# 海南铁路博物馆
海南铁路博物馆（英語：Hainan Railway Museum）位于中國海南省东方市八所镇八所铁路八所站附近，建筑为原海南铁路总公司大院，最早修建于海南岛日占时期。博物馆由广铁集团设立，是海南岛唯一一家铁路博物馆。以展示海南西环铁路的历史沿革为主题，目前以室外车辆静态展示为主。

## 收藏车辆
- ND2-0203内燃机车原配属广铁长沙机务段，海南机务段，2007年退役后转由本馆收藏，是同型号机车唯一一辆获得保留。